# زن کثیف
«زن کثیف» (به انگلیسی: Nasty woman) عبارتی بود که دونالد ترامپ، نامزد ریاست‌جمهوری ۲۰۱۶ آمریکا، در جریان مناظره انتخاباتی سوم در اشاره به رقیب خود، هیلاری کلینتون گفت. این عبارت پوشش گسترده‌ای پیدا کرد و به شعاری برای رأی‌دهندگان زن تبدیل شد. همچنین جنبشی فمینیستی به همین نام نیز ایجاد شد.